# Adolf Friedrich von Schack
Adolf Friedrich von Schack (født 2. august 1815 i Schwerin, død 14. april 1894 i Rom) var en tysk greve, digter og litteraturhistoriker.

## Biografi
Schack kom som ung til Frankfurt a. M., studerede 1834—1838 jura, orientalske sprog og litteratur i Bonn, Heidelberg og Berlin, foretog store rejser til Italien, Amerika, Grækenland og Spanien og ledsagede storhertugen af Mecklenburg på rejser. Han var i nogle år mecklenburgsk gesandtskabsattaché ved forbundsdagen i Frankfurt og senere chargé d'affaires i Berlin, hvor han samtidig vedblivende dyrkede sine specielle studier. I de følgende år, efter at han ved sin faders død havde overtaget godserne i Mecklenburg, rejste han atter til Spanien, hvortil maurernes kultur og efterladte mindesmærker drog ham. På opfordring af kong Kong Maximilian 2. af Bayern bosatte Schack sig nu i München, hvor han skabte den udmærkede malerisamling, der bidrog til hans berømmelse, og som han har skildret i Meine Gemäldesammlung. Han blev en af Münchens mæcener og åbnede samlingen for publikum. 1876 udnævnte Kejser Wilhelm 1. ham til greve. Som digter minder Schack om Platen og Rückert, han er som disse formens mester, men den skønne form savner ofte liv og originalitet. Den megen lærdom, der heller ikke forlader ham som digter, gør hans lyrik stiv og upopulær. Blandt hans poetiske værker kan nævnes Gedichte (1867), Episoden, versromanen Durch alle Welter, eposet Die Piejaden, digtsamlingen Lotusblätter, Tag- und Nachtstücke, fortællingerne Aus zwei Welten og Epistlen und Elegien (1894). Som oversætter udfoldede han samtidig en stor virksomhed — fra hans hånd foreligger Spanisches Theater, Heldensagen des Firdusi, Romanzen der Spanier und Portugiesen (sammen med Geibel), Die englischen Dramatiker vor, neben und nach Shakespeare. Også historiske værker fik han tid til at skrive — Geschichte der dramatischen Literatur und Kunst in Spanien (3 bind) og Poesie und Kunst der Araber in Spanien und Sizilien (2 bind), værdifulde værker, vidnesbyrd om indgående viden og grundigt studium. Han har også skrevet sin selvbiografi: Ein halbes Jahrhundert (3 bind, 1887, 3. oplag 1894), der yder interessante bidrag til tidens historie. Hans Gesammelte Werke (6 bind, 1883, 3. oplag i 10 bind 1897—99) efterfulgtes af Nachgelassene Dichtungen, udgivne ved Winkler (1896).